# Rakieta (singel)
Rakieta – szósty singel polskiego piosenkarza Baranovskiego z jego trzeciego albumu studyjnego, zatytułowanego Ucieczki i powroty. Singel został wydany 9 lutego 2024.
Kompozycja znalazła się na 16. miejscu listy OLiA, najczęściej odtwarzanych utworów w polskich rozgłośniach radiowych.

## Geneza utworu i historia wydania
Utwór napisali i skomponowali Wojciech Baranowski i Robert Krawczyk.
Singel ukazał się w formacie digital download 9 lutego 2024 w Polsce za pośrednictwem wytwórni płytowej Warner Music Poland. Piosenka została umieszczona na trzecim albumie studyjnym Baranovskiego – Ucieczki i powroty.

## „Rakieta” w stacjach radiowych
Nagranie było notowane na 16. miejscu w zestawieniu OLiA, najczęściej odtwarzanych utworów w polskich rozgłośniach radiowych.

## Lista utworów
- Digital download[2]

1. „Rakieta” – 3:44

## Notowania

### Pozycja na liście airplay
| Kraj   | Lista (2024)                   | Najwyższa pozycja |
| ------ | ------------------------------ | ----------------- |
| Polska | OLiS – oficjalna lista airplay | 16                |